# Catherine Zeta-Jones

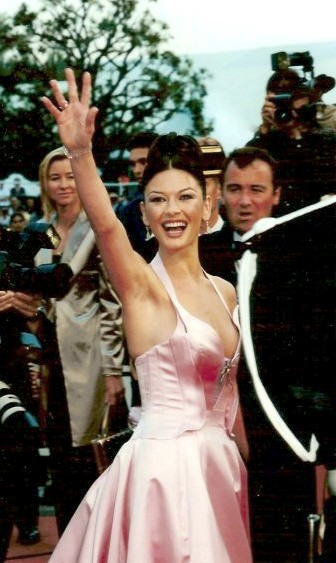

Catherine Zeta-Jones (ur. 25 września 1969 w Swansea) – walijska aktorka filmowa, mieszkająca w Stanach Zjednoczonych. Laureatka Oscara za drugoplanową rolę w filmie Chicago.

## Życiorys
Urodziła się w Swansea w Walii, w Wielkiej Brytanii. Jej ojciec David „Dai” Jones, z pochodzenia Walijczyk, pracował w fabryce cukierków, a jej matka, Patricia (z domu Fair), była szwaczką. Już w dzieciństwie chciała zostać aktorką, regularnie występowała w kółku aktorskim zorganizowanym przy kościele w Swansea. Mając 15 lat wyjechała do Londynu, gdzie w wieku 17 lat otrzymała pierwszoplanową rolę Peggy Sawyer w musicalu „42nd Street”.
W 1989 udała się do Francji, gdzie wystąpiła w swoim pierwszym filmie fabularnym, Baśnie tysiąca i jednej nocy, w którym zagrała Szeherezadę. Przełomem w jej karierze była rola w Masce Zorro, gdzie wystąpiła u boku Antonio Banderasa.

## Życie prywatne
18 listopada 2000 r. poślubiła Michaela Douglasa i ma z nim dwoje dzieci: syna o imionach Dylan Michael (ur. 2000) i córkę Carys Zeta (ur. 2003).
Jest fanką klubu piłkarskiego Swansea City AFC.

## Filmografia

### Filmy fabularne
- 1990: Baśnie tysiąca i jednej nocy (Les 1001 nuits) jako Szeherezada
- 1991: Out of the Blue jako Chirsty
- 1992: Kolumb odkrywca (Christopher Columbus: The Discovery) jako Beatriz
- 1993: Awantura o spadek (Splitting Heirs) jako Kitty
- 1994: Miłość z wrzosowiska (The Return of the Native) jako Eustacia Vye
- 1994: Ścieżka losu (The Cinder Path) jako Victoria Chapman
- 1995: Lazurowy dynamit (Blue Juice) jako Chloe
- 1996: Katarzyna Wielka (Catherine the Great) jako Katarzyna
- 1996: Titanic jako Isabella Paradine
- 1996: Fantom (The Phantom) jako Sala
- 1998: Maska Zorro (The Mask of Zorro) jako Elena Montero / Elena de la Vega
- 1999: Osaczeni (Entrapment) jako Gin Baker
- 1999: Nawiedzony (The Haunting) jako Theodora
- 1999: Młody Indiana Jones: Bohaterowie pustyni (The Adventures of Young Indiana Jones: Daredevils of the Desert) jako Maya
- 2000: Przeboje i podboje (High Fidelity) jako Charlie Nicholson
- 2000: Traffic jako Helena Ayala
- 2001: Ulubieńcy Ameryki (America’s Sweethearts) jako Gwen Harrison
- 2002: Chicago jako Velma Kelly
- 2003: Okrucieństwo nie do przyjęcia (Intolerable Cruelty) jako Marylin Rexroth
- 2003: Sindbad: Legenda siedmiu mórz (Sinbad: Legend of the Seven Seas) jako Marina (głos)
- 2004: Terminal (The Terminal) jako Amelia Warren
- 2004: Ocean’s Twelve: Dogrywka (Ocean’s Twelve) jako Isabel Lahiri
- 2005: Legenda Zorro (The Legend of Zorro) jako Elena de la Vega
- 2007: Życie od kuchni (No Reservations) jako Kate Armstrong
- 2007: Houdini: Magia miłości (Death Defying Acts) jako Mary McGregor
- 2009: Nowszy model (The Rebound) jako Sandy
- 2012: Rock of Ages jako Patricia Whitmore
- 2012: Trener bardzo osobisty (Playing for Keeps) jako Denise
- 2012: Żądze i pieniądze (Lay the Favorite) jako Tulip Heimowitz
- 2013: Red 2 jako Katja
- 2013: Panaceum (Side Effects) jako dr Victoria Siebert
- 2013: Władza (Broken City) jako Cathleen Hostetler
- 2016: Armia tetryków jako Rose Winters
- 2017: Kokainowa matka chrzestna jako Griselda Blanco

### Seriale telewizyjne
- 1991–1993: The Darling Buds of May jako Mariette Larkin
- 1992: Coup de foudre
- 1993: Kroniki młodego Indiany Jonesa (The Young Indiana Jones Chronicles) jako Maya
- 2014: Jimmy Kimmel Live! jako Zębowa Wróżka
- 2017: Konflikt: Bette i Joan jako Olivia de Havilland
- 2018–2019: Queen America jako Vicki Ellis
- 2022: Wednesday jako Morticia Addams
- 2022: Skarb Narodów: Na skraju historii jako Billie Pearce

## Nagrody
- Nagroda Akademii Filmowej Najlepsza aktorka drugoplanowa: 2003 Chicago
- Nagroda BAFTA Najlepsza aktorka drugoplanowa: 2003 Chicago
- Nagroda Gildii Aktorów Ekranowych
  - Najlepsza aktorka drugoplanowa: 2003 Chicago
  - Najlepsza obsada filmowa: 2003 Chicago
  - 2001 Traffic
- Nagroda Tony Najlepsza aktorka pierwszoplanowa w musicalu: 2010 A Little Night Music